# Río Monnegre
El río Monnegre (en valenciano, riu Montnegre) es un río de la provincia de Alicante (España). Nace a 1100 metros de altura en la sierra de Onil. En su curso está el embalse de Tibi, del siglo XVI y todavía en funcionamiento. Desemboca en Campello, tras atravesar gran parte de la Huerta de Alicante.
Desde el siglo XIII al XVIII el río hizo de límite entre la Gobernación de Orihuela y la de Játiva.

## Denominaciones
En su curso alto, hasta el pantano de Tibi, recibe el nombre de río Verde; a partir del pantano es cuando se llama propiamente río Monnegre, ya que el cauce atraviesa un manto de calizas triásicas negras, presentando las aguas esa coloración como reflejo del lecho por el que discurre; y al llegar a la Huerta de Alicante y hasta su desembocadura en Campello, recibe el nombre de río Seco debido a su falta de agua, provocado por el aprovechamiento íntegro para los cultivos.

## Curso
Aparece descrito en el sexto volumen del Diccionario geográfico-estadístico-histórico de España y sus posesiones de Ultramar de Pascual Madoz con las siguientes palabras:

CASTALLA ó MONNEGRE: r. de la prov. de Alicante, part. jud. de Jijona. Nace en el Marjal de Onil, donde se reunen las aguas de la fuente de los Ojales, y las escorrentias de las acequias del referido marjal: intérnase al momento en el térm. de Castalla, de cuya v. toma nombre, corriendo de NO. á SE.; y entre esta pobl. y Jijona recibe las afluencias de la rambla Gavarrera, que toma origen en el térm. de Ibi y sitio llamado el Canal de Alcoy. Sigue serpenteando por las mismas paredes de Tibi, que deja á la izq.; y á la dist. de una leg. de esta v. en la partida de la Alcornia, resbálanse sus aguas en un pantano que toma nombre del mismo pueblo de Tibi, cuya descripcion hicimos en el art. Alicante c. (V.) Recibe posteriormente las corrientes del riach. la Torre (V.), en el que van tambien confundidas las aguas de otros menos considerables, llamados Coscó y Bugaya; sigue serpenteando por entre montes hasta cruzar los térm. de Muchamiel y San Juan, cuyos pueblos deja á la der., y cerca de la torre de la Isleta ó Illeta desemboca en el mar. Tiene generalmente poca agua, pero es de curso perenne hasta llegar al térm. de Muchamiel, en donde queda el cauce seco, con motivo de aprovecharse sus aguas en el riego de las huertas de los pueblos por donde pasa: solo en tiempo de lluvias son bastante fuertes sus avenidas por recibir todas las vertientes del terr. llamado la Hoya de Castalla, habiendo sido la mas grande la que se efectuó en setiembre de 1793, de cuyas resultas no solo se llenó el pantano, sino que le sobrepujaron las aguas á una altura considerable, saltando por encima de la pared. Su curso desde el nacimiento hasta el desagüe, será de unas 8 horas aproximadamente, y en esta estension dan impulso sus aguas á 5 fáb. de papel y 11 molinos harineros: en los caminos de Onil é Ibi hay 2 puentes de un solo arco que dan paso al rio.
(Madoz, 1847, p. 78)

## Afluentes y régimen fluvial
Sus afluentes más importantes son el barranco de Gavarnera y el río de Torremanzanas. En cuanto al régimen fluvial, podemos hablar de un típico río-rambla mediterráneo que, en su último tramo, únicamente lleva agua cuando se producen lluvias fuertes. La fuerza de sus aguas ha destruido los puentes de Campello en 1961, 1971 y 1987. Su cauce amplio, profundo y pedregoso es similar al de cualquier rambla mediterránea y evidencia su irregularidad.

## Aprovechamiento humano
Desde la Edad Media se han aprovechado sus aguas para el regadío de la huerta de Alicante y en su curso, además del pantano de Tibi, el más antiguo de Europa tras el de Almansa, están los azudes de Muchamiel, San Juan que se encuentran en el Municipio de Muchamiel y Campello, actualmente en desuso, obras hidráulicas que servían para derivar las aguas sobrantes.
La presa de Tibi la mandó construir Felipe II a finales del siglo XVI y aunque sufrió una importante rotura en 1697, entró de nuevo en servicio en 1738. Ha sido declarada Bien de Interés Cultural con la categoría de Monumento por la Dirección General de Patrimonio Cultural de la Comunidad Valenciana. El volumen del embalse es de 2 hm³ y su superficie de 50 hectáreas.
El día 7 de marzo de 2022 se firmó un convenio de colaboración, entre distintas instituciones de la provincia, para la puesta en marcha de un corredor verde a lo largo de todo el cauce del río Monnegre. Se trata de hacer una recuperación ambiental y paisajística de este entorno, al mismo tiempo que se busca ponerlo en valor para el turismo ecológico y de interior.